# Spanglish
Pour le film de James L. Brooks sorti en 2004, voir Spanglish (film).
 (mai 2012).

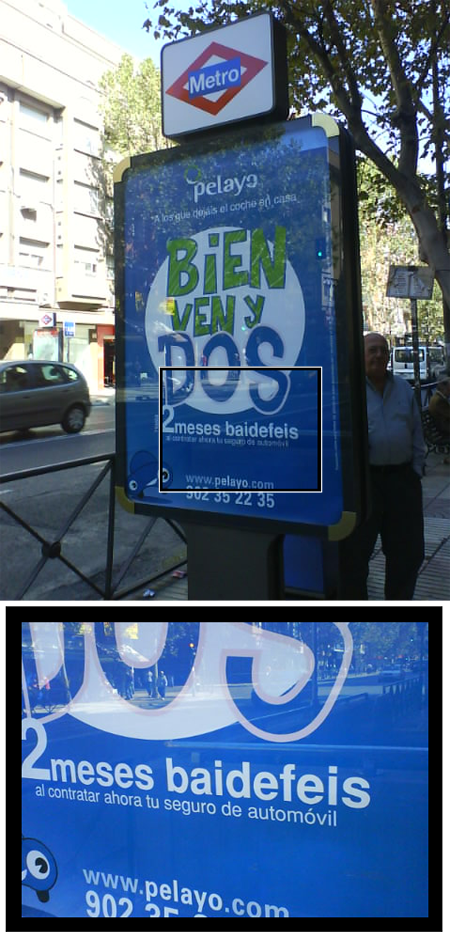
Publicité humoristique montrant le mot baidefeis à la place du mot espagnol gratis (gratuit). Baidefeis est dérivé de la phrase anglaise by the face ; Espagnol: por la cara (gratuit).

Le terme spanglish désigne la combinaison d'anglais et d'espagnol parlé qui résulte d'une influence de l'espagnol sur l'anglais ou vice-versa. 

## Description
Les populations hispaniques des États-Unis parlent des variétés de spanglish. Le spanglish ne constitue pas un dialecte unifié, et son nom même peut varier suivant la région. On trouve des variations importantes entre le spanglish parlé à New York, à Miami, au Texas ou en Californie.
À l'origine, le terme désignait un phénomène de diglossie, de calque et d'alternance codique marquant l'acculturation et l'intégration progressive des immigrés hispanophones d'Amérique latine aux États-Unis (vacumar la carpeta, el rufo me liquea).
Le spanglish est une langue totalement informelle, dont les règles ne sont pas établies de manière stricte. Deux phénomènes interviennent dans la formation du spanglish : l'emprunt (code-borrowing) et l'interversion (code-switching). Les mots empruntés à l'anglais sont généralement adaptés à la phonologie espagnole.
Aux États-Unis, l'espagnol compte plus de 41 millions de locuteurs de langue maternelle, auxquels s'ajoutent plus de 11 millions d'autres locuteurs, et subit dans ce contexte une influence particulièrement forte de l'anglais qui est distincte des autres pays hispaniques.
Ilán Stavans, professeur de cultures et langues latino-américaines à l'Université d'Amherst (Massachusetts), a étudié ce phénomène linguistique, qu'il compare au yiddish. Il a publié en 2003 un ouvrage sur le sujet, Spanglish: The Making of a New American Language, où il traduit même en spanglish le premier chapitre du Don Quichotte.
Le spanglish est un mélange d'anglais et d'espagnol et consiste plus précisément à utiliser des structures typiques anglaises et espagnoles, avec un vocabulaire essentiellement anglais mais comportant quelques termes espagnols. Le livre Yo-Yo Boing!, par Giannina Braschi (Porto Rico, 1954) est un mélange d'anglais et d'espagnol. Il permet à un Espagnol ne connaissant que peu l'anglais et à un Anglais hispanophone de communiquer sans gros problèmes de langues. Il est cependant surtout utilisé par des habitants des États-Unis ou hispano-américaines.
Le film Spanglish de James L. Brooks traite de ce nouveau langage en insistant cependant sur le choc des cultures qui naît de ce mélange.

## Origines
C'est l'écrivain portoricain Salvador Tió (es) qui semble avoir forgé dans les années 1940 le terme de espanglish, plus tard à l'origine du terme en anglais ''spanglish'', apparaissant pour la première fois dans une chronique intitulée Teoría del espanglish (« Théorie du spanglish »), publiée dans le journal El Diario de Puerto Rico du 28 octobre 1948. La chronique est reprise dans son ouvrage A fuego lento, édité par l’université de Porto Rico en 1954. Il publie quelques années plus tard dans le quotidien El Mundo du 27 mars 1971 sa théorie de l'inglañol (ou ingañol), qui consiste à donner aux mots espagnols le sens qu'ils ont en anglais. En 1964, l'écrivain et linguiste français René Étiemble forge un mot-valise parallèle en français, franglais, pour désigner en l’occurrence un français fortement anglicisé dans son essai Parlez-vous franglais ?. 
Le Dictionary of American Regional English relève en 1972 les véritables premiers exemples de ce parler. La plupart des auteurs[Lesquels ?] considèrent que c'est en fait dans les années 1960 que s'est produit dans les quartiers hispanos de Miami, de New York et Los Angeles, l'essor du mock, ancêtre du spanglish qui s'est ensuite répandu dans les autres zones urbaines.

## Localisation du phénomène
Le spanglish est un phénomène qui est né aux États-Unis dans les communautés de langue espagnole dans certains États des États-Unis comme la Floride, le Texas, la Californie ou celui de New York et dans des zones éloignées grâce aux films, la télévision, ou la musique. Il est également répandu dans les pays latino-américains notamment grâce à l'existence d'enclaves coloniales américaines comme à Porto Rico et dans la zone du canal du Panama, où le contrôle américain influe sur divers aspects de la société panaméenne et notamment sur la langue. Ce phénomène a dépassé les frontières du continent américain et s'est exporté en Espagne.
Enfin,  on note un usage en Australie de structures de l'anglais dans la communauté hispanophone. Le niveau d'utilisation n'atteint pas les mêmes proportions qu'aux États-Unis, mais il est évident qu'il existe un emploi généralisé de structures grammaticales ou de lexiques empruntés à l'anglais dans les minorités de langue espagnole dans des villes comme Sydney ou Melbourne. Il est commun d'entendre les expressions suivantes : vivo en un flat pequeño, voy a correr con mis runners, la librería de la city es grande, o de palabras tales como el rubbish bin, la vacuum cleaner, el tram, el toilet o el mobile.
En Amérique du Sud, l'espagnol et le portugais se mélangent en portugnol (en français) ou portunhol ou portuñol, et au Pérou, le japonais des migrants de la seconde génération se mélange à la langue locale pour donner le japoñol.
Dans les pays andins, de l'Équateur à la Bolivie, l'espagnol se mélange aux langues indigènes, en particulier le quechua, le kichwa et l'aymara, et donne naissance au quechuannol (ou qichuañol en Équateur) et à l'aymaragnol en Bolivie
En Espagne, au Pays basque, la combinaison de l'espagnol et de l'euskara donne l'euskagnol.

## Intégration du spanglish dans la langue écrite
Ilan Stavans  cite par exemple le cas du journal hispanophone El Diario - La Prensa, basé à New York, dans lequel l'espagnol semble clairement influencée par l'anglais.
Le spanglish est également repris en littérature par des auteurs tels que les portoricaines Giannina Braschi et Ana Lydia Vega. Le roman Yo-Yo Boing! de Giannina Braschi contient ainsi de nombreux exemples de spanglish et de l'alternance codique. Une autre manifestation littéraire proche du spanglish est le fromlostiano, langue artistique aux accents humoristiques et d'origine populaire, créée par Colin (pseudonyme de Federico López Socasau) et Güéster (pseudonyme de Ignacio Ochoa Santamaría) dans le livre From Lost to the rRver (dont le titre a donné, par dérivation, le terme fromlostiano). La langue s'y construit en traduisant littéralement de l'espagnol à l'anglais ou inversement sans tenter de conserver la cohérence ou le sens original. Par exemple, la marque Apple Computers est traduite Ordenadores Manzana (Ordinateurs Pomme)[réf. nécessaire].
Ce phénomène d'intrusion de l'anglais touche désormais l'espagnol avec les nouveautés technologiques dont Internet qui comme en franglais incorpore de nombreux anglicismes :  browser, frame, cookie, chat, mail,... sans traduction claire , ou simplement par facilité : chatroom est plus court que sala de charla[réf. nécessaire].
Le monde des affaires est aussi soumis à ces influences : marketing, catering, brain-storming, ....

## Phénomènes linguistiques
Le spanglish est un mélange de mots anglais et espagnols dans une même phrase ou la modification, l'espagnolisation, de mots anglais. Il se construit différemment selon ses usagers par L'alternance de code linguistique ou par le code-mixing.
L'alternance de code linguistique, ou le code-swiitching, est une alternance de deux ou plusieurs codes linguistiques (langues, dialectes ou registres linguistiques) de manière ponctuelle dans un même discours, parfois même au milieu d'une phrase, et le plus souvent là où les syntaxes des deux codes s'alignent.
Les raisons de cette alternance sont multiples : le sujet du discours, l'humeur du sujet parlant, changer le rapport d'énonciation entre les locuteurs (comme pour instaurer une complicité), faire référence à des valeurs communes. Les deux locuteurs ne sont pas forcément bilingues, ce qui n'empêche pas la compréhension du discours.
Les mélanges de langues sont explicités par des marques transcodiques qui renvoient à un autre monde, à une autre réalité socio-culturelle. En effet, un mot d'une langue A n'a pas toujours de traduction exacte dans une langue B, et que on doit donc réutiliser le mot de la langue A dans la langue B (ex : le spleen baudelairien, lui-même emprunté au latin splen, d'origine grecque !).
Cependant, selon Véronique Castellotti et Danièle Moore, la présence de marques transcodiques dans le langage « renverraient à une incapacité de séparer les deux systèmes même chez des personnes qui maîtrisent parfaitement une au moins des deux langues » ou bien seraient les « indices d'une maîtrise insuffisante » de la langue parlée. Les marques transcodiques sont souvent des mots-valise (portmanteau word ou blend en anglais, kofferwort en allemand, parola macedonia en italien). À l'origine on utilisait le terme français « porte-manteau », qui se référait à une grande valise de voyage à deux compartiments mais est maintenant tombé en désuétude.
- ex : serpent + pantalon → serpentalon (au lieu de serpentpantalon).

Le code-mixing consiste à intégrer différents éléments linguistiques tels que des affixes (morphèmes reliés entre eux, des mots (morphèmes non reliés entre eux), des expressions et des propositions dans un schéma coopératif où les participants doivent faire correspondre ce qu'ils entendent et ce qu'ils comprennent afin de comprendre ce qu'ils veulent signifier. Les deux locuteurs doivent donc maîtriser les deux langues pour pouvoir comprendre le mélange.

### Exemples de mots
(anglais→espagnol→spanglish)
- Reset→reiniciar→resetear
- Pipe→tubo→paipa
- Appointment→cita→apointment
- lunch→almuerzo→lonche
- Market→mercado→marqueta
- Vacuum the carpet→aspira la carpeta
- Mop→trapear/fregar→mopear→mapear
- I will call you back→te vuelvo a llamar→te llamo para atrás
- This machine doesn't work→Esta máquina no funciona→Esta máquina no trabaja
- The roof of the building→el techo del edificio→el rufo del bíldin
- Brakes	los frenos→los brakes→las brekas
- To cool(I cool)(you cool)→enfriar(enfrío)(enfrías)→culear1(culeo)(culeas)
- To go shopping→ir de compras→ir de shopping
- To enjoy(I enjoy)(you enjoy)→disfrutar(disfruto)(disfrutas)→enjoyar(enjoyo)(enjoyas)
- Watchman→vigilante→Wachimán
- Highway→autopista→jaiwey
- Play it cool→tomárselo con calma→jugársela frío
- No way→de ninguna manera→no wey
- Tough→duro→tof
- Truck→camión→troka
- Trailer→remolque→trailer
- Dishes→platos→dishes
- To load→cargar→lodear
- Microwaves→microondas→microwei
- Mowing the yard→podar el césped→cortar la yarda
- Sockpuppet(puppet)→títere(marioneta)→sokepupet
- One more time(again)→otra vez(de nuevo)→uanmortaim(eguén)
- To agree(I agree)(you agree)→estar de acuerdo(estoy de acuerdo)(estás de acuerdo)→agriar(agrío)(agrias)
- To see(I see)(you see)→ver(veo)(ves)→siir(sío)(sias)
- To disappoint(I disappoint)(you disappoint)→decepcionar(decepciono)(decepcionas)→disapuntar(disapunto)(disapuntas)
- To mean(I mean)(you mean)→querer decir(quiero decir)(quieres decir)→minar(mino)(minas)
- T-Shirt→franela→Ti Cher
- Insurance→seguro→aseguranza
- Sweater→sudadera→suera/suétel/suéter
- I go back→regreso→voy para atrá
- Painting→pintando→Paintiando
- Running→correr→footing
- To wrap→envolver→Drapear
- To park→aparcar→parquear
- Please→Por favor→plis
- To text→Escribir un mensaje de texto→textear
- Shopping→Centro comercial→Shopping, mall
- Banda→Gang→Ganga
- Estacionar→To park→Parquear
- Camioneta→Truck→Troca
- Reloj→Watch→Wacho
- Eldorado→Silver→Silverado
- Gratis→By the face→Baidefeis

### Exemples par pays
Aux États-Unis
Il est fréquent de trouver ce type de lexique aux États-Unis :
- Awakear (agglomération d'un infinitif anglais et un infinitif espagnol) : se réveiller (to awake).
- Blofear (le verbe bluff est rendu phonétiquement dans une graphie espagnole, et on lui ajoute une terminaison infinitive espagnole) : bluffer (en bon français …).
- Mixtar : mêler, mélanger.
- Sangivin : adaptation phonétique et orthographique de Thanksgiving.

Dans la région de New York, on peut trouver le mot « Poquebu » : déformation phonétique de l'anglais pocket book, livre de poche.
En Amérique latine
On trouve des lexiques spécifiques de spanglish :
- Porto Rico :
  - Troca = camioneta (un petit camion). Troca vient de l’anglais light truck, pickup truck qui signifie petit camion.
- Venezuela :

Un autre exemple du spanglish est l’utilisation d’un mot anglais sans modification dans un discours en espagnol. Au Venezuela, le mot full est fréquemment utilisé à la place de « lleno » qui signifie plein.
- Costa Rica :

Le mot « guachimán » est utilisé pour faire référence à une personne qui est chargé de surveiller des voitures, un édifice… Il vient de l’anglais « watchman ». Le mot anglais « sorry » est largement utilisé aussi au lieu des classiques « perdón, perdona ou perdone » pour présenter ses excuses.
- Équateur :

Le mot « broder » est utilisé pour désigner le frère, qui en anglais se dit « brother ».
(espagnol→ anglais → spanglish)
- El hombre→The man→El man
- La mujer→The woman→La man (man est utilisé à la fois pour la femme et l'homme).

## Exemple de texte en spanglish
« El otro día llame al rufero para que revisara el techo de mi casa porque había un liqueo. Toda la carpeta estaba empapada. Vino en su troca a wachear la problema y quería saber si yo iba a pagarle en cash o si lo iba a hacer la aseguranza. Después de contar cuántos tiles tenía que cambiar me dio un estimado. Yo le dije que me dejara el número de su celfon o de su biper. Si nadie contesta broder, me advirtió, deja un mensaje después de bip y yo te hablo p'atrás ».